# مارسيل تسيلر
مارسيل تسيلر (بالألمانية: Marcel Zeller)‏ (3 أغسطس 1973 بإسن في ألمانيا - 25 نوفمبر 2016 بفرانكفورت في ألمانيا) هو ملاكم ألماني.

## إحصائيات
خاض خلال مسيرته 37 نزالا، فاز في 24 ولم يتعادل وخسر في 13. فاز بالضربة القاضية في 21 نزالا.

## روابط خارجية
- مارسيل تسيلر على موقع بوكس ريك (الإنجليزية) (registration required)